# Circondario di Palermo
Il circondario di Palermo era uno dei quattro circondari in cui era suddivisa la provincia di Palermo, esistito dal 1861 al 1927.

## Storia
Con l'Unità d'Italia (1861) la suddivisione in province e circondari stabilita dal Decreto Rattazzi fu estesa all'intera Penisola.
Il circondario di Palermo fu abolito, come tutti i circondari italiani, nel 1927, nell'ambito della riorganizzazione della struttura statale voluta dal regime fascista.

## Suddivisione
Nel 1863, la composizione del circondario era la seguente:
1. Mandamento I di Bagheria
  - Bagheria, Castel d'Accia, Ficarazzi, Solanto
2. Mandamento II di Carini
  - Capaci, Carini, Cinisi, Isola delle Femmine, Terrasini, Torretta
3. Mandamento III di Marineo
  - Marineo
4. Mandamento IV di Misilmeri
  - Belmonte, Misilmeri, Ogliastro
5. Mandamento V di Monreale
  - Monreale, Parco
6. Mandamento VI di Palermo (Quartiere del Palazzo Reale)
  - Palazzo Reale quartiere di Palermo
7. Mandamento VII di Palermo (Quartiere dei Tribunali)
  - Tribunali quartiere di Palermo
8. Mandamento VIII di Palermo (Quartiere di Castello a Mare)
  - Castello a Mare quartiere di Palermo
9. Mandamento IX di Palermo (Quartiere del Monte di Pietà)
  - Monte di Pietà quartiere di Palermo
10. Mandamento X di Palermo (Quartiere del Molo)
  - Molo quartiere di Palermo
11. Mandamento XI di Palermo (Quartiere dell'Orto Botanico)
  - Orto Bonatico quartiere di Palermo
12. Mandamento XII di Partinico
  - Balestrate, Borgetto, Giardinello, Montelepre, Partinico
13. Mandamento XIII di Piana dei Greci
  - Piana dei Greci, San Giuseppe li Mortilli, Santa Cristina
14. Mandamento XIV di Ustica
  - Ustica